# Beton Records
Beton Records je glasbena založba, ki jo je ustanovil Jizah DaFunk leta 2010 v Ljubljani. Slogovno se izdaje gibljejo med slovenskim rapom, alternativnim rockom in inštrumentalno beats glasbo.

## Izdaje
- Unknown - Rep za u žep (2010)
- N'toko - Parada ljubezni (2010)
- Moveknowledgement - Pump Down!!! (2011)
- Blaž - b (2014)
- Moveknowledgement - See (2014)
- Blaž - The b Of (2014)
- Blaž - BMX (b Remixed) (2015)
- Blaž - Don't Listen to This (2016)
- Čunfa - Obsolete (2016)
- Različni izvajalci - Giro (2016)
- Šuljo - Scrap Metal (2017)
- Mito - Bratstvo in estradstvo (2017)
- Blaž - Steven (2018)
- Frankly - Bad Judgement (2020)
- YNGFirefly - ANOY (2020)
- Slowmotion Livestream - From Beak To Bone (2021)
- Slowmotion Livestream - Memory Collapses Time (2021)
- Slowmotion Livestream - Rituals (2021)
- Blaž - Pička (Single) (2022)
- Slowmotion Livestream - Strange Repeats (2022)
- Slowmotion Livestream - A Statue In Front Of The Devil (2023)
- Frankly - Life Encoder (2023)
- Blaž - Are You A Player (2023)